# 4663 Falta
4663 Falta (tên chỉ định: 1984 SM1) là một tiểu hành tinh vành đai chính. Nó được phát hiện bởi Antonín Mrkos tại Đài thiên văn Kleť ở Cộng hòa Séc ngày 27 tháng 9 năm 1984. Nó được đặt tên cho Josef Falta.